# Gennaro Ursino
Gennaro Ursino (né en 1650 à Roio del Sangro, mort après 1715 à Naples) est un compositeur et pédagogue italien.

## Biographie
À douze ans, il est entré au Conservatoire de la Pietà dei Turchini à Naples, où il a été l'élève de Giovanni Salvatore. Après avoir terminé ses études en 1673, il succède à son maître, qui, cette même année, est devenu directeur du Conservatoire dei Poveri di Gesù Cristo. À partir de 1675, occupant le poste de secondo maestro, il est devenu l'assistant de Francesco Provenzale, directeur du conservatoire. Avec la mort de ce dernier, qui est survenue en avril 1701, Gennaro est devenu primo maestro de l'institut. De 1688 à 1695, il a aussi été directeur du Conservatoire dei Poveri di Gesù Cristo, prenant la place du défunt Salvatore. En outre de 1701 à 1715, il a servi comme maître de chapelle à la Santa Casa dell'Annunziata, à l'église de Santa Maria in Portico et à la Casa Professa e Collegio dei Gesuiti.
Gennaro Ursino a eu pour élève Francesco Mancini.

## Œuvres
- Pandora (commedia, 1690)
- Il trionfo della croce nella vittoria di Costantino (scherzo drammatico, livret de Giacomo Badiale, 1690)
- Iratus in coelos impetus (armonica fabula, 1697)
- Beatus vir per 2 voci e violino
- Beatus vir per 4 voci e violino
- Beatus vir per contralto solo, 2 violini e 2 viole
- Dixit per 6 voci e violino
- Laetatus sum per 4 cori
- Vari mottetti per "li Santissimi Apostoli" per soprano, contralto, ténor, basse et basse continue
- Nisi Dominus per 4 cori
- Nisi Dominus per 5 voci "sopra un soggetto"

## Source
- (it) Cet article est partiellement ou en totalité issu de l’article de Wikipédia en italien intitulé « Gennaro Ursino » (voir la liste des auteurs).